# إديانا دافي
إديانا دافي (بالسويدية: Edijana Dafe) مواليد 27 مايو 1990 في غوتنبرغ، هي لاعبة كرة يد سويدية تلعب كجناح أيسر. مثلت منتخب السويد لكرة اليد للسيدات. حققت المركز الثالث في بطولة أوروبا لكرة اليد للسيدات 2014.

## الإنجازات
- بطولة أوروبا لكرة اليد للسيدات:
  - الميدالية البرونزية: 2014

## روابط خارجية
- إديانا دافي على موقع الاتحاد الأوروبي لكرة اليد (الإنجليزية)